# イランド属
イランド属 (Taurotragus) は、鯨偶蹄目（クジラ偶蹄目）ウシ科ウシ亜科の属。上にブッシュバック亜科を置くこともある。雄雌ともに角を有し、長い毛房の尾を持つ。アフリカに主に生息する。

## 種

### イランド
イランドはウシに似た種で、体高150cm、体長250cm前後の大型種。真っ直ぐで捩れを有した角を持つ。エチオピアから南アフリカまで広範囲に分布し、主に草原や半砂漠地帯に群れを成して生息する。
ケープイランド
横縞や目間の斑紋が無い亜種で、トランスヴァール北部などに生息。南アフリカ共和国ではクルーガー国立公園にのみ生息する。
ザンベジイランド
ケープイランドに比べて体色が濃い亜種で、胴に複数の横縞を持つ。タンザニア南西部、モザンビーク、マラウイ、ジンバブエ、ザンビア、アンゴラ、コンゴ南部など広範囲に分布している。
ケニアイランド
胴に鮮明な横縞を持つ亜種で、スーダン南東部をはじめ、ウガンダ、ルアンダ、ブルンジ、ケニア南部などに生息。

### ジャイアントイランド
ジャイアントイランドは体高180cm、体長290cm前後の大型種で、イランドの亜種ともされるが、形態だけでなく生息環境や食生活などの違いから別種と考えられている。セネガルからナイジェリアにかけての森林に住み、木の葉などを食べる。
ガンビアジャイアントイランド
角が比較的短い亜種で、セネガル、ガンビア東部に生息している。かつてはナイジェリアにもいたが、減少傾向にある。
スーダンジャイアントイランド
ガンビアジャイアントイランドに酷似しているが、地肌の色が灰褐色の亜種で、スーダン南部のガサル川やウガンダ北部などに生息している。
コンゴジャイアントイランド
細く長い角を持つ亜種で、コンゴ北部のスタンレー瀑布付近や中央アフリカ共和国のウバンギシャリ、カメルーン北部、チャド南部などに生息している。スーダンジャイアントイランドと同種とする説もある。